# Giffenův statek
Giffenův statek je speciální případ pro méněcenný statek, jehož poptávané množství roste s jeho rostoucí cenou. S poklesem ceny klesá i spotřeba tohoto statku. Statek nemůže být Giffenovým statkem pro každé rozpočtové omezení.
V učebnicích mikroekonomie se na Giffenově statku často demonstruje důchodový a substituční efekt.

## Definice
Giffenův statek je statek, jehož cenová elasticita poptávky je kladná. (Tj. s poklesem ceny množství poptávaného zboží klesá, s růstem ceny roste.)
Jedná se o zboží, které je podřadné, tvoří značnou část výdajů spotřebitele, slouží k uspokojení základních potřeb a současně nejsou k dispozici blízké substituty v odpovídajících cenových relacích.
Dříve byla jako příklad tohoto jevu uváděna[kým?] spotřeba brambor v Irsku za hladomoru v 19. století. Dělníci z důvodu hladu jedli pouze brambory, později, jak začali bohatnout, tak přestali téměř úplně brambory jíst. Cena brambor tak klesla v důsledku toho, že se zvýšily důchody. Pozdější výzkumy však prokázaly, že se tento jev dá vysvětlit pomocí standardního modelu poptávky. Viz Gerald P. Dwyer a Cotton M. Lindsey, kteří tuto myšlenku s ohledem na historické důkazy zpochybnili ve svém článku z roku 1984 Robert Giffen and the Irish Potato.

## Historický podtext
Giffenův statek je pojmenováno po skotském ekonomovi Siru Robertu Giffenovi (22. července 1837 – 12. dubna 1910), kterému tuto myšlenku připsal Alfred Marshall ve své knize Principles of Economics, poprvé vydané v roce 1890. Giffen poprvé navrhl tento paradox ze svých pozorování nákupních zvyklostí chudých viktoriánské éry.